# Église Saint-Pierre de Longpré-le-Sec
Pour les articles homonymes, voir Église Saint-Pierre.
L'église Saint-Pierre est une église catholique située à Longpré-le-Sec, en France.

## Localisation
L'église est située dans le département français de l'Aube, sur la commune de Longpré-le-Sec.

Vues de l'église
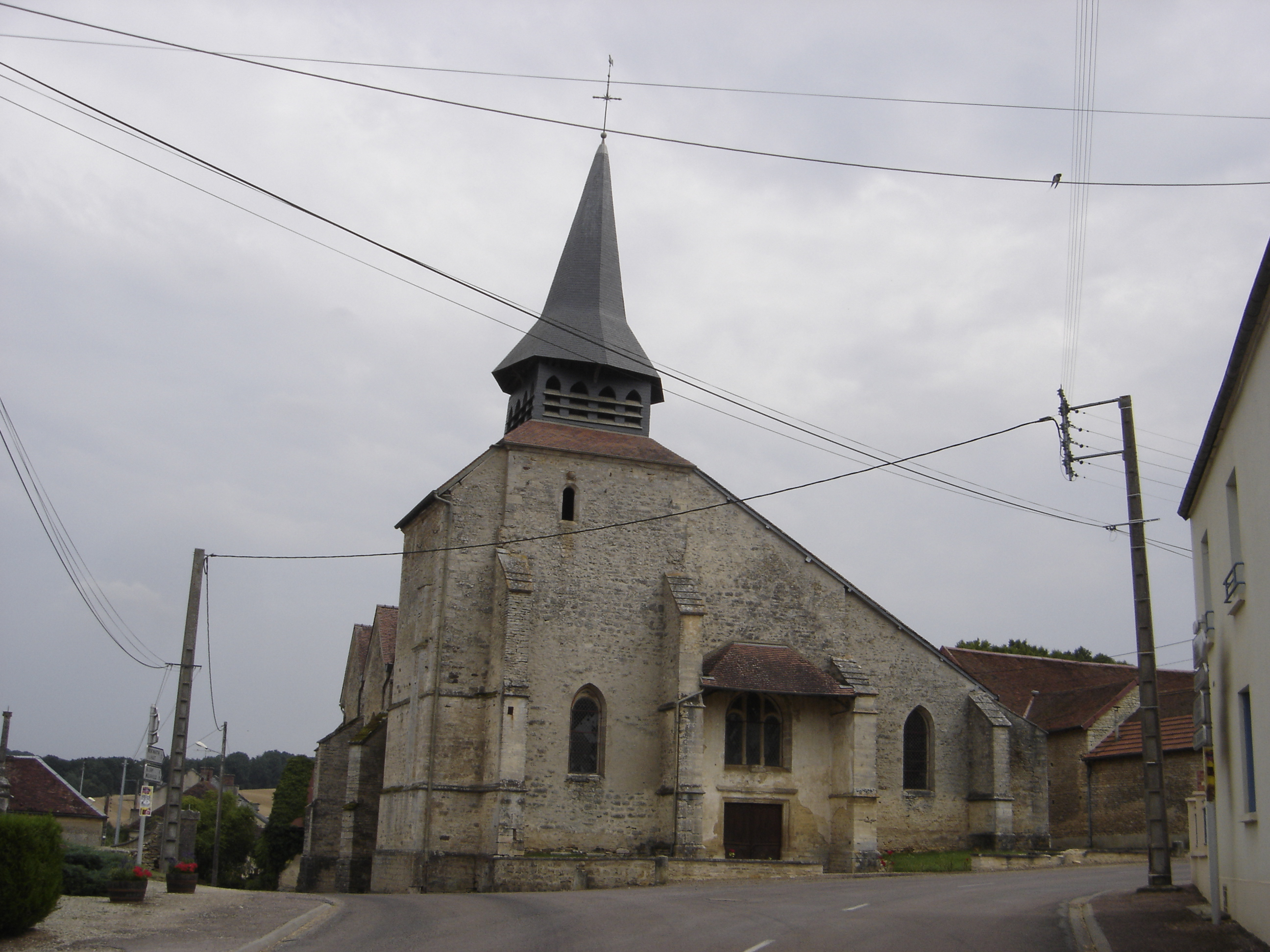
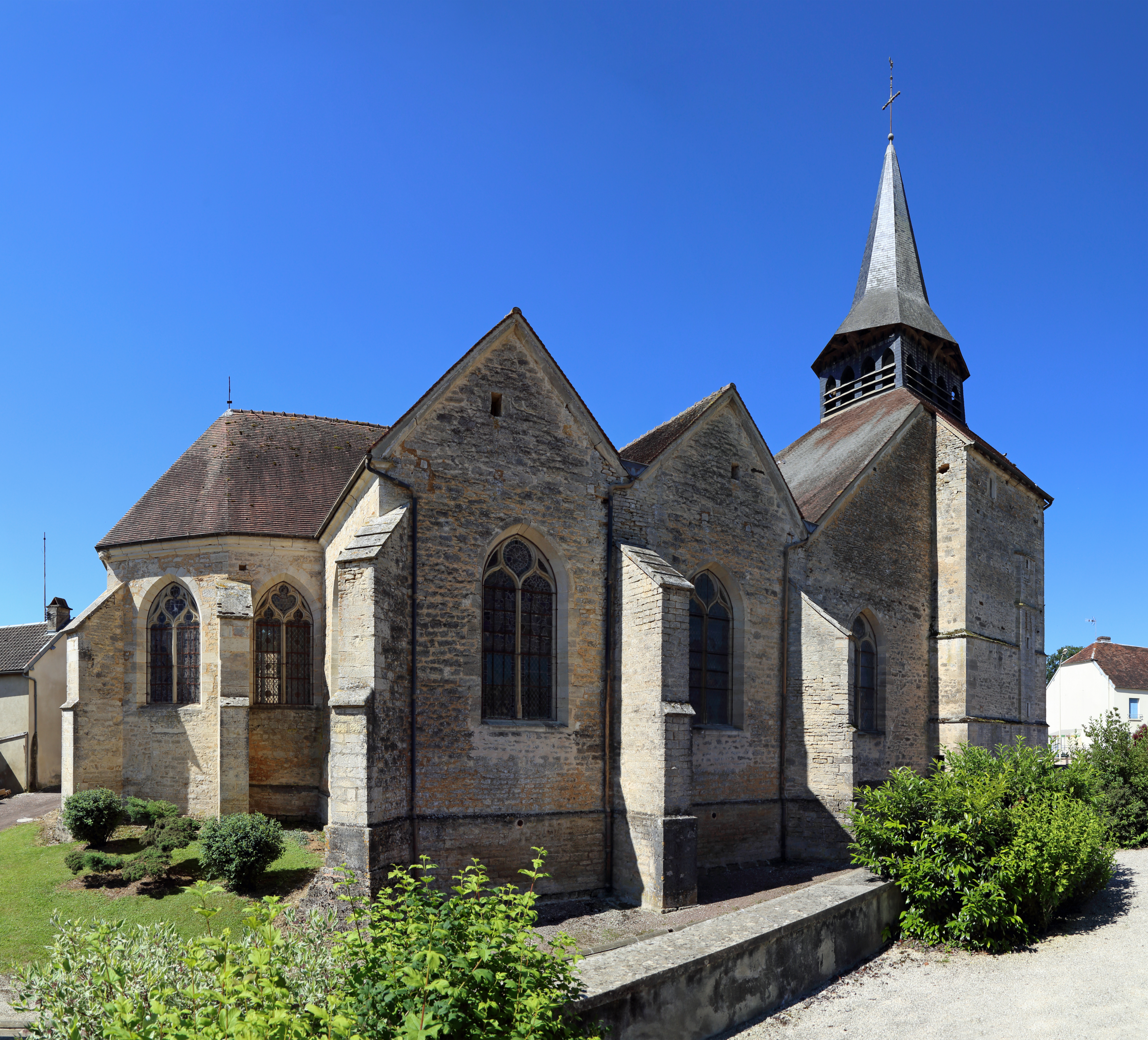
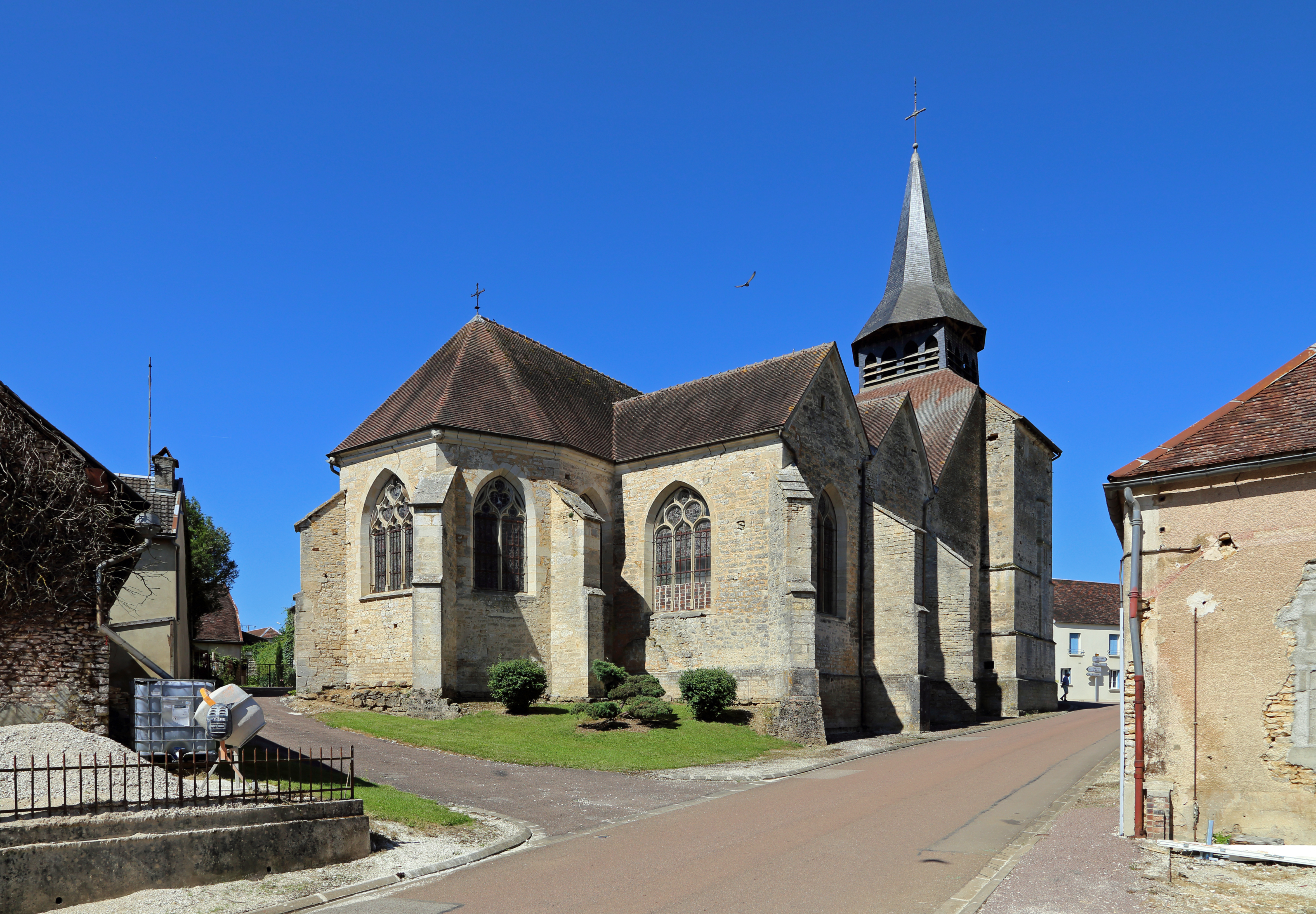

## Historique
L'édifice est inscrit au titre des monuments historiques en 1932.
En 1990, une statue de la Sainte-Vierge y avait été volée. Par hasard, elle fut acquise en janvier 2021 par deux antiquaires lors d’une banale vente aux enchères. Après de longues recherches, ils constatèrent que cette œuvre provenait de l’église. Ils prirent alors contact avec les Archives de l’Aube et la direction des musées de Troyes, et la restituèrent à la commune, au cours d'une cérémonie organisée par le maire
.